# 鈴木涼太
鈴木 涼太（すずき りょうた、1974年7月18日 - ）は、日本のミュージカル俳優である。静岡県静岡市葵区出身。劇団四季所属。

## 人物
幼い時からピアノを習い、大学在学中『CATS』を見に行ったことがきっかけで劇団四季を目指す。
国立音楽大学声楽学科を卒業し、1997年に劇団四季研究所へ入所する。研究所同期には木村花代、高倉恵美、樋口麻美、望月龍平などがいる。
1998年に『オペラ座の怪人』で初舞台を踏む。2007年、ウエストサイド物語に出演中に、突然声が出なくなるトラブルに見舞われる。同じ劇団員の仲間や日々の稽古の努力により現在も活躍中。
特技は車庫入れ。好きな食べ物は「父直伝のカレー」、子どもの頃の愛読書は『ドラえもん』。

## 出演作品
- オペラ座の怪人（ラウル・シャニュイ子爵、男性アンサンブル）
- エルリック・コスモスの239時間（ポール、ジョン）
- はだかの王様（デニム）
- CATS（スキンブルシャンクス）
- マンマ・ミーア!（スカイ）
- 夢から醒めた夢（エンジェル、夢の配達人）
- ウエストサイド物語（トニー）
- 王子とこじき（マイルス・ヘンドン）
- アンデルセン（アンデルセン）
- エビータ (男性アンサンブル)
- アナと雪の女王（アグナル王）
- ウィキッド（オズの魔法使い）